# Nana en Worrick, de clown
Nana en Worrick, de clown is een hoorspel van Hans-Peter Breuer. Nana und Worrick werd op 31 januari 1965 door de Süddeutscher Rundfunk uitgezonden. Thérèse Cornips vertaalde het en de KRO zond het uit op dinsdag 18 maart 1975 (met een herhaling op dinsdag 17 augustus 1976). De regisseur was Léon Povel. Het hoorspel duurde 46 minuten.

## Rolbezetting
- Joke Reitsma-Hagelen (Nana)
- Hans Tiemeyer (Worrick)

## Inhoud
Het hoorspel zweeft in zijn eigen werkelijkheid boven de realiteit, zoals de dakkamer van het verlamde meisje Nana boven de stad. Ze heeft een brief geschreven naar het circus dat er net zijn tenten heeft opgeslagen en verzocht om het bezoek van de clown Worrick. Worrick komt "door het kreupelhout van voor- en achtertrappen, door haagdoorn, late draaiorgelmuziek en gesponnen glas - als een grote geluksvogel"…